# Phryma
Phryma – rodzaj roślin z rodziny Phrymaceae. Należą do niego trzy gatunki. Zasięg rodzaju jest porozrywany. Phryma leptostachya występuje na rozległych obszarach środkowej i wschodniej Ameryki Północnej. Phryma nana rośnie w Azji Wschodniej od Himalajów po Daleki Wschód Rosji. Phryma oblongifolia jest endemitem Japonii.
W XIX wieku proponowano dla rodzaju polską nazwę „obłusta”.

## Morfologia
PokrójRośliny zielne, byliny o łodygach czterokanciastych, wzniesionych.
LiścieNaprzeciwległe, pojedyncze, piłkowane na brzegu, bez przylistków.
KwiatyZebrane w szczytowe kłosy. Kwiaty wsparte przysadkami. Kielich zrosłodziałkowy, z 5 żebrami i dwiema wargami. Dolna warga z dwiema trójkątnymi działkami, górna z trzema, haczykowato szydlastymi. Korona kwiatu zrosłopłatkowa, rurkowato-lejkowata, dwuwargowa, przy czym dolna warga większa, z trzema łatkami, a górna mniejsza, wzniesiona, całobrzega lub płytko wycięta. Pręciki cztery, schowane w rurce korony. Zalążnia górna, rozwija się początkowo z dwóch owocolistków, ale jeden ulega redukcji. Jest w efekcie jednokomorowa, z jednym zalążkiem. Znamię dwułatkowe.
OwoceNiełupki jednonasienne, zamknięte w trwałym kielichu.

## Systematyka
Wykaz gatunków
- Phryma leptostachya L.
- Phryma nana Koidz.
- Phryma oblongifolia Koidz.